# Angren (Oezbekistan)
Angren (Russisch: Ангрен) is een stad in het oosten van Oezbekistan en gelegen aan de gelijknamige rivier. 
Tijdens de Tweede Wereldoorlog ontstonden er enkele dorpjes in de steenkoolindustrie. Deze werden in 1946 samengevoegd tot de nieuwe stad Angren. De naam is een Russificatie van het Perzische woord ohangaron, wat smid betekent. 

## Geboren in Angren
- Valeri Tichonenko (1964), Russisch basketbalspeler
- Aleksandr Geynrix (1984), voetballer
- Iljas Zejtoelajev (1984), voetballer